# Мет Берк
Мет Берк (енгл. Matt Burke; 26. март 1973) био је аустралијски рагбиста који је са репрезентацијом Аустралије освојио титулу шампиона света 1999.

## Биографија
Висок 184 цм, тежак 97 кг, Берк је у каријери играо за Иствуд, Њукасл фалконсе и НЈВ Варатаси. Одиграо је 1 меч за рагби 7 репрезентацију Аустралије и 81 тест меч за рагби 15 репрезентацију Аустралије за коју је постигао и 878 поена. Један је од најбољих аријера свих времена.